# Raf
Raf, pseudonimo di Raffaele Riefoli (Margherita di Savoia, 29 settembre 1959), è un cantautore italiano.

## Biografia

### Gli inizi
Nato nel 1959 a Margherita di Savoia (nell'attuale provincia di Barletta-Andria-Trani, all'epoca in provincia di Foggia), a 17 anni si trasferisce a Firenze dove consegue il diploma presso il "Liceo Artistico Porta Romana" e successivamente si iscrive alla facoltà di architettura, per poi arrivare a Londra dove fonda, insieme a Ghigo Renzulli (futuro chitarrista del gruppo rock Litfiba), un gruppo rock/punk, i Cafè Caracas, con i quali, da bassista e non ancora cantante, incide la cover di Mina "Tintarella di luna". Lavora come lavapiatti, e si mantiene con i suoi risparmi. Un giorno incontra Giancarlo Bigazzi con cui forma un sodalizio che gli vale i primi passi della sua carriera. Torna poi a Firenze.

### Gli anni ottanta

#### Self Control (1983)
Nel 1983 nasce l'album Self control, suo primo successo discografico, cantato in lingua inglese, dal quale verranno estratti quattro singoli: la title track, brano pop-rock che scala le classifiche grazie anche a una versione della statunitense Laura Branigan; Change Your Mind; London Town; e Hard.
Sempre quell'anno scrive insieme a Bigazzi il brano Il principe per Claudia Mori, utilizzata come sigla di chiusura del programma tv Hit Parade.

#### Si può dare di più / Gente di mare (1987)
Nel 1987 scrive la musica di Si può dare di più, del trio Morandi-Ruggeri-Tozzi, che si aggiudica il Festival di Sanremo 1987. Lo stesso anno arriva terzo all'Eurovision Song Contest 1987 in coppia con Umberto Tozzi con Gente di mare, il suo debutto come interprete in lingua italiana. Nel periodo 1984-89 in alcuni paesi europei i suoi dischi sono stati pubblicati col nome "Raff", per evitare confusione con un gruppo terroristico il cui acronimo era appunto "R.A.F.".

#### Le partecipazioni a Sanremo, Inevitabile follia e Sogni... è tutto quello che c'è (1988-1991)
Nel 1988 partecipa nuovamente, questa volta da solo, al Festival di Sanremo con Inevitabile follia, dopo il quale pubblica l'album Svegliarsi un anno fa, il cui brano portante per la stagione estiva è scritto da Gaetano Curreri, Il sapore di un bacio. L'anno dopo torna a Sanremo con Cosa resterà degli anni '80, inclusa nell'album Cosa resterà..., che contiene anche Ti pretendo, con la quale vince il Festivalbar 1989.

### Gli anni novanta
Nel 1991, ancora a Sanremo, presenta Oggi un Dio non ho, a cui segue l'album Sogni ...è tutto quello che c'è, che contiene altri successi: Interminatamente (pubblicato come singolo prima del Festival) e Siamo soli nell'immenso vuoto che c'è. Nel disco figura Anche tu, cantata con Eros Ramazzotti.

#### Cannibali e i nuovi progetti (1993-1998)
Nel 1993 presta la sua voce per il debutto discografico di Laura Pausini: insieme cantano Mi rubi l'anima. Vince di nuovo il Festivalbar nel 1993 con Il battito animale, incluso nell'album Cannibali dal quale verranno poi estratti altri due singoli, Due e Stai con me, album di buon successo discografico.
Nel giugno del 1995 viene pubblicato Manifesto (la prima edizione contiene anche il primo CD-ROM musicale italiano). Il singolo d'apertura è Sei la più bella del mondo. I singoli successivi saranno Il suono c'è, Dentro ai tuoi occhi e Prima che sia giorno. Nell'autunno del 1996 esce la sua prima raccolta, intitolata Collezione temporanea. Sedici successi riarrangiati, oltre all'inedito Un grande salto.
Il nuovo album di inediti è La prova del 1998, album dalle sonorità rock che ottiene buoni riscontri di critica, ma non altrettanti di pubblico. Dall'album verranno estratti tre singoli, Vita, storie e pensieri di un alieno, La danza della pioggia e Little girl.

### Gli anni duemila

#### Iperbole, Ouch e Tutto Raf (2001-2005)
Nel 2001 arriva Iperbole, anticipato dal singolo Infinito che gli fa aggiudicare il premio radiofonico al Festivalbar. L'album ottiene successo grazie anche agli altri tre singoli estratti (Via, Nei silenzi e Oasi). Nella prima edizione, l'album viene pubblicato come CD in versione speciale con una traccia multimediale aggiornabile via web.
L'album seguente viene pubblicato nella primavera del 2004, intitolato Ouch (come il brano contenuto all'interno dell'album e scritto insieme a Max Nardari), il cui brano trainante è la ballata In tutti i miei giorni. Pochi giorni dopo l'uscita di Ouch, la Arnoldo Mondadori Editore pubblica l'autobiografia Cosa resterà... scritta con Domenico Liggeri.
Nel 2005 esce la seconda raccolta intitolata Tutto Raf. Divisa in due dischi, la raccolta non contiene alcun inedito ma due bonus track: E penso a te, cover della canzone di Lucio Battisti, e Amarse o no amarse, versione spagnola di Amarsi o non amarsi.
Sempre nel 2005 partecipa a vari progetti. Duetta con Edoardo Bennato in Ogni favola è un gioco con alla chitarra Alex Britti, poi presta la voce al progetto Jetlag nel brano È necessario e, infine, prende parte al disco di duetti di Ron Ma quando dici amore?, cantando con lui nel brano La pace.

#### Passeggeri distratti, Metamorfosi e Soundview (2006-2009)
Nel 2006, cambia casa discografica passando dalla CGD/WARNER alla Sony-BMG e a maggio pubblica l'album Passeggeri distratti (con cui si aggiudica il "Premio Lunezia Pop 2006"), anticipato dal singolo Dimentica composto da Saverio Grandi, dirigendo anche il videoclip e che entra in classifica restandovi per molte settimane. Nell'estate dello stesso anno partecipa alla IV edizione di O' Scià, il festival canoro organizzato da Claudio Baglioni a Lampedusa.
Il 26 settembre 2008 pubblica Metamorfosi da cui, anticipatamente, estrae il singolo Ossigeno uscito il 29 agosto. Non è mai un errore è il secondo singolo estratto da Metamorfosi, il videoclip è firmato dal regista Claudio D'Avascio. Il terzo singolo, Ballo esce invece nell'estate del 2009.
Il 30 ottobre 2009 viene pubblicato Soundview, il primo CD-DVD di Raf, supportato dal brano inedito Per tutto il tempo. Le immagini sono del concerto del Forum di Assago (tutto esaurito per l'occasione), girate durante il Metamorfosi tour del 27 febbraio 2009.
Duetta con Saverio Grandi nel brano Il doppiatore contenuto nell'album Pattinando sul ghiaccio sottile uscito nell'aprile del 2010.

### Gli anni duemiladieci e duemilaventi

#### Numeri e Un mostro a Parigi (2011)
L'album Numeri esce nella primavera 2011 per la Sony BMG, a quasi tre anni di distanza dall'ultimo lavoro discografico. Come singolo apripista è scelto Un'emozione inaspettata. Il disco balza al primo posto delle vendite iTunes, mentre nella classifica ufficiale FIMI dei dischi più venduti in Italia debutta in sesta posizione. La title track è cantata con Frankie hi-nrg mc e Nathalie. Vengono poi estratti nell'ordine i singoli Senza cielo e Controsenso.
Nel 2011 esce Un mostro a Parigi (Un monstre à Paris) è un film d'animazione firmato da Bibo Bergeron. Tra le voci i cantanti Raf e Arisa, per Raf il film trasmette un messaggio importante: "Siamo sempre più abituati a giudicare dalle apparenze. Il messaggio importante che viene fuori dalla pellicola, è che oggi c'è bisogno di volontà di conoscere le persone, non giudicandole basandosi sulle apparenze. Il mio ruolo era molto impegnativo, Francoeur si esprime e comunica solamente attraverso il canto. È stato molto duro dover mantenere tonalità molto alte".

#### Le ragioni del cuore, le altre esperienze lavorative e il ritorno a Sanremo (2012-2015)
Nell'autunno 2012 esce Le ragioni del cuore, contenente 11 brani incisi in precedenza e rivisti in chiave elettropop per l'occasione, oltre a due inediti.
Verso la fine del 2012 esce il secondo album di Entics sotto l'etichetta Sony Music/Tempi Duri Records di Fabri Fibra, intitolato Carpe diem, in cui partecipa anche Raf, alla traccia numero 7, Cosa farei, cosa faresti, intervenendo nel ritornello e scrivendo una breve strofa alla fine del brano.
Come autore scrive anche i brani C'è di più (scritto con Frankie hi-nrg mc) e In cerca d'autore, scritto con Jovanotti (autore del brano Su per strada con te insieme a Niccolò Agliardi e Pacifico).
Nel 2013 partecipa all'album Max 20 di Max Pezzali cantando in duetto Sei fantastica e compare, come co-autore e interprete, nel singolo Sogno d'estate di Nathalie.
Nel 2015 partecipa al Festival di Sanremo, a distanza di 24 anni dall'ultima volta, con il brano Come una favola. Viene colpito da una bronchite e, al termine della quarta serata, il suo brano è tra i quattro esclusi dalla finale. A giugno pubblica l'album Sono io.

#### La nuova collaborazione con Umberto Tozzi e Cherie (2018-2023)
Il 21 ottobre 2018 esce il singolo scritto da Raf, Come una danza, in duetto con Umberto Tozzi, i due faranno concerti in tutta Italia insieme sia nei palazzetti che nei teatri e da questo tour nel 2019 esce un doppio album dal vivo chiamato Due, la nostra storia.
Il 26 giugno 2020 partecipa, insieme a Fabio Rovazzi, al singolo Liberi di Danti.
Il 24 giugno 2022 pubblica, a distanza di 7 anni dall'ultimo, il nuovo singolo Cherie.
Il 27 aprile 2023 pubblica un nuovo singolo: 80 Voglia di te.

#### I quarant’anni diSelf Control(2024-2025)
Nell’estate del 2024 in occasione dei quarant’anni di Self Control intraprende il tour celebrativo Self Control 40th Tour e viene pubblicata Wave, una nuova versione del brano incisa insieme al duo tedesco Fast Boy. A novembre festeggia la ricorrenza con un concerto-evento al Forum di Assago con ospiti Umberto Tozzi, Giuliano Sangiorgi e J-Ax con il quale propone una versione dance de Il battito animale. Il 4 dicembre pubblica un EP celebrativo del quarantennale intitolato RAF40: The Unrealesed Duets, formato da sei brani reinterpreti assieme ad altri artisti.
Da gennaio 2025 prende parte alla terza edizione di Ora o mai più, show musicale di Rai 1, nel ruolo di giudice e coach della concorrente Antonella Bucci.
Sempre per i quarant’anni di Self control nel maggio 2025 inizia un tour nei teatri italiani.

## Vita privata
È sposato dal 1996 con la soubrette Gabriella Labate, da cui ha avuto due figli: Bianca (nata nel 1996) e Samuele (nato nel 2000).

## Discografia
Album in studio
- 1984 – Raf
- 1988 – Svegliarsi un anno fa
- 1989 – Cosa resterà...
- 1991 – Sogni... è tutto quello che c'è
- 1993 – Cannibali
- 1995 – Manifesto
- 1998 – La prova
- 2001 – Iperbole
- 2004 – Ouch!
- 2006 – Passeggeri distratti
- 2008 – Metamorfosi
- 2011 – Numeri
- 2015 – Sono io

## Partecipazioni al Festival di Sanremo
| Anno | Categoria        | Brano                       | Duettante e/o omaggio (brano) | Piazzamento   |
| ---- | ---------------- | --------------------------- | ----------------------------- | ------------- |
| 1988 | Sanremo Campioni | Inevitabile follia          | —                             | 11º           |
| 1989 | Sanremo Campioni | Cosa resterà degli anni '80 | —                             | 15º           |
| 1991 | Sanremo Campioni | Oggi un Dio non ho          | —                             | 10º           |
| 2015 | Sanremo Campioni | Come una favola             | Rose rosse                    | Non finalista |